# Roger Moine
Pour les articles homonymes, voir Moine (homonymie).
Roger Moine est un joueur de football français, né à Nîmes (Gard) le 9 mai 1935.
Il a joué comme gardien de but à AS aixoise, à l'AS Cherbourg, au FC Nantes, à l'US Boulogne-sur-Mer, au SEC Bastia et à l'AS Béziers.

## Clubs
- 1958-1959 :  AS aixoise
- 1959-1960 :  SO Montpellier
- 1960-1963 :  AS Cherbourg
- 1963-1964 :  FC Nantes
- 1964-1968 :  US Boulogne
- 1968-1969 :  SEC Bastia
- 1966-1972 :  AS Béziers